# Chitose (lớp tàu sân bay)
Lớp tàu sân bay Chitose (tiếng Nhật: 千歳型航空母艦; Chitose-gata kōkūbokan) bao gồm hai tàu sân bay hạng nhẹ được Hải quân Đế quốc Nhật Bản sử dụng trong Chiến tranh Thế giới thứ hai. Ban đầu được chế tạo như những tàu chở thủy phi cơ, việc Hải quân Nhật thiếu hụt tàu sân bay sau trận Midway đã đưa đến quyết định cải biến cả hai chiếc thành các tàu sân bay hạng nhẹ. Cả hai đã tham gia trận chiến biển Philippine và đều bị đánh chìm trong trận chiến vịnh Leyte

## Phát triển
Cả hai chiếc Chitose (千歳) và Chiyoda (千代田) trong lớp đều được đặt lườn, hạ thủy và hoàn tất như những tàu chở thủy phi cơ trước khi chiến tranh với Hoa Kỳ nổ ra; và sau một năm chúng được quyết định sẽ cải biến thành những tàu sân bay hạng nhẹ. Chitose được cải biến tại xưởng hải quân Sasebo và công việc hoàn tất vào ngày 1 tháng 1 năm 1944; trong khi Chiyoda đã hoàn tất trước đó hai tháng tại xưởng hải quân Yokosuka. Cả hai chiếc tàu chiến đều được trang bị một sàn chứa máy bay, hai thang nâng máy bay, và thân tàu được kéo dài thêm 2 m (6 ft 7 in).

## Lịch sử hoạt động
Cả Chitose lẫn Chiyoda đều bị đánh chìm trong trận chiến mũi Engaño, xảy ra khi Hải quân Đế quốc Nhật Bản thực hiện kế hoạch "Sho-Go" đưa đến trận chiến vịnh Leyte. Hai chiếc này nằm trong Lực lượng Phía Bắc của Phó Đô đốc Ozawa Jisaburo, được giao một vai trò liều mạng trở thành một mục tiêu hấp dẫn cho Đệ Tam hạm đội của Đô đốc William F. Halsey, với hy vọng kéo được lực lượng tàu sân bay nhanh hùng hậu này lên phía Bắc để cho các tàu chiến Nhật có thể thâm nhập và tiêu diệt lực lượng Mỹ đang đổ bộ ngoài khơi đảo Leyte. Những con tàu của Ozawa không có hy vọng sống sót qua sự bố trí đánh lạc hướng như vậy.
Trong thành phần lực lượng của Ozawa, Chitose và Chiyoda từ Nhật Bản di chuyển về phía Nam vào ngày 20 tháng 10 năm 1944. Cùng với hai tàu sân bay khác trong nhóm, chúng chỉ mang theo 116 máy bay, ít hơn nhiều so với khả năng hoạt động, và hoàn toàn không thể sánh được về số lượng so với lực lượng của Halsey.
Mặc dù có vai trò là "mồi nhữ", các tàu sân bay Nhật đã phát hiện ra trước lực lượng của Halsey và đã tung ra cuộc không kích vào sáng ngày 24 tháng 10. Cuộc tấn công không đạt được bất kỳ kết quả nào, và chỉ có vài máy bay sống sót quay trở về các tàu sân bay, để lại một số lượng ít hơn 30 chiếc. Các tàu chiến Nhật cố ý để lộ mình ra, và cuối cùng máy bay từ các tàu sân bay Mỹ cũng phát hiện ra chúng. Đô đốc Halsey, do tin tưởng rằng các phi công của mình đã đánh lui hạm đội tàu nổi Nhật, đã tiến lên phía Bắc để tấn công.
Khoảng 08 giờ 00 sáng ngày 25 tháng 10 năm 1944, máy bay Mỹ bắt đầu các đợt không kích, và đã thành công trong việc đánh chìm chiếc Chitose. Một đợt tấn công thứ hai được tung ra vào khoảng 10 giờ 00 và đã làm Chiyoda chết đứng giữa biển, và cuối cùng nó bị kết liễu bởi một đợt ném bom.

## Những chiếc trong lớp
| Tàu              | Đặt lườn             | Hạ thủy              | Hoạt động           | Số phận                                                       |
| Chitose (千歳)   | 26 tháng 11 năm 1934 | 29 tháng 11 năm 1936 | 25 tháng 7 năm 1938 | Bị đánh chìm 25 tháng 10 năm 1944 trong trận chiến vịnh Leyte |
| Chiyoda (千代田) | 26 tháng 11 năm 1934 | 29 tháng 11 năm 1936 | 25 tháng 7 năm 1938 | Bị đánh chìm 25 tháng 10 năm 1944 trong trận chiến vịnh Leyte |